# 自由能微扰
自由能微扰 （英語：Free Energy Perturbation, 縮寫：FEP）是用来计算自由能的一种常用方法。最早由R. W. Zwanzig在1954年提出。以正则系综为例，从状态A到状态B的自由能变化可以由下式算出：
{\displaystyle \Delta F(A\rightarrow B)=F_{B}-F_{A}=-k_{B}T\ln \left\langle \exp \left(-{\frac {H_{B}-H_{A}}{k_{B}T}}\right)\right\rangle _{A}}
其中T为温度，{\displaystyle H_{A}}和 {\displaystyle H_{B}}分别为状态A和状态B的哈密顿量，{\displaystyle k_{B}}为玻尔兹曼常数，{\displaystyle \langle \rangle }表示在状态A的系综中取系综平均。简单而言，为了计算状态A与状态B之间的自由能差，只需通过在状态A的系综中对两状态之间的能量差采样，然后求平均即可。采样可以使用分子动力学或者蒙特卡洛方法模拟。

## 原理
以正则系综为例，已知状态A的配分函数为{\displaystyle Q_{A}}
{\displaystyle Q_{A}=\int d{\textbf {r}}^{N}{\textbf {p}}^{N}e^{-\beta H_{A}({\textbf {r}}^{N},{\textbf {p}}^{N})},}
其中{\displaystyle \beta =1/k_{B}T}。那么状态B的配分函数{\displaystyle Q_{B}}可以做如下改写
{\displaystyle {\begin{aligned}Q_{B}&=\int d{\textbf {r}}^{N}{\textbf {p}}^{N}e^{-\beta H_{B}({\textbf {r}}^{N},{\textbf {p}}^{N})}\\&=\int d{\textbf {r}}^{N}{\textbf {p}}^{N}e^{-\beta H_{A}({\textbf {r}}^{N},{\textbf {p}}^{N})}e^{-\beta [H_{B}({\textbf {r}}^{N},{\textbf {p}}^{N})-H_{A}({\textbf {r}}^{N},{\textbf {p}}^{N})]}\\&=Q_{A}\int d{\textbf {r}}^{N}{\textbf {p}}^{N}{\frac {e^{-\beta [H_{B}({\textbf {r}}^{N},{\textbf {p}}^{N})-H_{A}({\textbf {r}}^{N},{\textbf {p}}^{N})]}}{Q_{A}}}\\&=Q_{A}\langle e^{-\beta [H_{B}-H_{A}]}\rangle _{A}\end{aligned}}}
即
{\displaystyle {\frac {Q_{B}}{Q_{A}}}=\langle e^{-\beta [H_{B}-H_{A}]}\rangle _{A}}.
而状态B与A之间的自由能差
{\displaystyle {\begin{aligned}\Delta F(A\rightarrow B)&=F_{B}-F_{A}\\&=-(k_{B}T\ln Q_{B}-k_{B}T\ln Q_{A})\\&=-k_{B}T\ln {\frac {Q_{B}}{Q_{A}}}\end{aligned}}}
故有
{\displaystyle \Delta F(A\rightarrow B)=F_{B}-F_{A}=-k_{B}T\ln \left\langle \exp \left(-{\frac {H_{B}-H_{A}}{k_{B}T}}\right)\right\rangle _{A}}。

## 应用
自由能微扰被广泛应用于各种自由能的计算，并被集成到各种分子模拟软件中，包括：
- AMBER[2]
- BOSS
- CHARMM
- Desmond
- GROMACS
- MacroModel
- MOLARIS
- NAMD
- Tinker

在使用自由能微扰进行自由能计算的时候，需要注意由于状态A与B之间能量差太大而导致的采样不足问题。在这种情况下，需要把A到B之间划分成多个窗口进行采样，或者采用其他自由能计算方法，比如Bennett acceptance ratio 以及Umbrella sampling。存在对 FEP 的改编，试图将自由能变化分配给化学结构的子部分。